# Garibaldi José Devincenzi
Garibaldi José Devincenzi (Maldonado 1882 – Montevideo 1943) fue un médico y zoólogo uruguayo, Director del Museo de Historia Natural del Uruguay, entre los años 1912-1942. Su padre, Elías Devincenzi, fue Secretario y Presidente de la Junta Departamental de Maldonado (actual Intendencia), Jefe de Policía y Diputado Nacional en tres ocasiones por el mismo departamento. Fue asimismo el fundador de la Biblioteca Pública de Maldonado y de su Museo Departamental anexo, dedicado fundamentalmente a la incipiente arqueología nacional. Garibaldi se nutriría en gran medida de estos elementos, demostrando una inclinación hacia las ciencias naturales desde una temprana edad.

### Medicina
Su carrera como médico comienza en el año 1905, cuando obtiene un puesto en el Hospital de la Caridad de Montevideo. En 1908, se convierte en uno de los fundadores de la Revista de los Hospitales, con el objetivo de generar un espacio para la investigación y el desarrollo de la disciplina en el país. En 1909 obtiene su título de Doctor en Medicina. En el año 1912 se convierte en médico de urgencia interino del Hospital Maciel. Publicó más de una decena de trabajos en revistas especializadas y en los "Anales de la Facultad de Medicina". 

### Museo Nacional de Historia Natural
En el mismo año es designado para el cargo de director del Museo Nacional de Historia Natural del Uruguay. Ejerció como director del mismo durante 30 años, desarrollando, además, sus investigaciones en zoología de vertebrados. Devincenzi había desarrollado una actividad paralela de docente de ciencias naturales (Zoología, Zoogeografía, Geología, etc), principalmente en secundaria, por lo que, luego de la muerte del por entonces director del museo, José Arechavaleta, se lo designa para ocupar el cargo vacante. Como director, su tarea estará signada por le intención de fortalecer la institucionalidad del museo y valorizar el lugar de la ciencia en la cultura y desarrollo nacionales. Retomó la edición de los Anales del Museo, principal medio de divulgación del mismo. Como investigador, publicó varias decenas de obras sobre zoología de vertebrados, en particular en el campo de la ictiología. Dentro de este campo, describió un nuevo género de especies, así como 15 nuevas especies, previamente desconocidas para la ciencia. 

### Género y Especies descritas por Devincenzi
Género:
- Parabranchioica. Devincenzi y Vaz Ferreira, 1939.

Especies:
- Menidia uruguayensis Devincenzi, 1924.
- Mustelus striatus Devincenzi, 1924.
- Notorhynchus ocellatus Devincenzi, 1924.
- Thalassophryne platensis Devincenzi, 1924.
- Ageneiosus uruguayensis Devincenzi, 1933.
- Auchenipterus paysanduanus Devincenzi, 1933.
- Mullus americanus Devincenzi, 1933.
- Homodiaetus vaz-ferrerae devincenzi, 1939.
- Parabranchioica teaguei Devincenzi y Vaz Ferreira, 1939.
- Colosoma canterai Devincenzi, 1942.
- Plecostomus luteomaculatus Devincenzi, 1942.
- Potamotrygon brumi Devincenzi, 1942.
- Pygidium angustirostris Devincenzi, 1942.
- Trachycorystes teaguei Devincenzi, 1942.
- Loricaria commersonoides Devincenzi, 1943.

### Géneros y Especies nombradas en su honor
Género:
- Devincenzia Kraglievich, 1932.

Especies:
- Loricaria (loricaria) devincenzii Soriano Señorans, 1950.
- Molanophryniscus devincenzii Klappenbach, 1968.